# Hugo Junkers
Hugo Junkers (Rheydt, 3 de febrero de 1859-Gauting, 3 de febrero de 1935) fue un constructor aeronáutico e industrial alemán, creador del primer aeroplano construido por completo en metal.

## Biografía
Junkers nació en Rheydt en la actual Renania del Norte-Westfalia. Estudió en la Universidad Técnica de Berlín, trabajando como profesor de ingeniería mecánica en Aquisgrán entre 1897 y 1912. 
En 1895 fundó en Dessau la compañía Junkers. En 1915 construyó con estructura de acero el Junkers J 1 y en 1917 el avión blindado Junkers J 4, primer avión revestido con planchas de aluminio ondulado y considerado uno de los mejores aviones alemanes de la Primera Guerra Mundial.
En 1919 produjo el Junkers F.13, primero de una serie de exitosos modelos de uso civil.
En 1927 fue el primero en utilizar el motor diésel en la aviación y diseñó algunos de los primeros turborreactores.
Pacifista y de tendencia socialista, en 1933 el gobierno nazi se hizo con sus patentes y su compañía. Hugo Junkers permaneció bajo arresto domiciliario, falleciendo el 3 de febrero de 1935 en Gauting, Alemania.
Inventó el calorímetro que lleva su nombre y el calentador de baño.[cita requerida]

### El ala volante
Hugo Junkers patentó en 1910 un diseño de transporte aéreo con una sola ala (ala volante). Vio en ello la solución natural para el problema de construir un avión de línea suficientemente grande como para llevar una cantidad razonable de pasajeros y cargar el combustible que le permitiera cruzar el océano Atlántico. En 1919 comenzó a trabajar en el diseño de "Gigante" JG1, pensado para sentar a los pasajeros dentro de las gruesas alas, pero dos años más tarde la Comisión Aliada de Control Aeronáutico ordenó que el incompleto JG1 fuera destruido por exceder los límites impuestos a la aviación alemana en la postguerra. Aun así Junkers ideó alas volantes futuristas, con capacidad para hasta mil pasajeros. Lo más cerca que estuvo de conseguir hacerlas realidad fue en 1931, con el Junkers G-38: un avión de línea que presentaba una gran ala ancha con espacio para el combustible, los motores y dos cabinas de pasajeros. Sin embargo, aún necesitaba un pequeño fuselaje en el que alojar la tripulación y una parte del pasaje.